# 布卢菲
布卢菲（義大利語：Blufi），是意大利西西里大区巴勒莫广域市的一个市镇。总面积20.56平方公里，人口1101人，人口密度53.6人/平方公里（2009年）。ISTAT代码为082082。